# Louis-Antoine Garnier-Pagès
Pour les articles homonymes, voir Louis Garnier (homonymie), Garnier et Garnier-Pagès.
 (septembre 2006).
 (février 2018).
Si vous disposez d'ouvrages ou d'articles de référence ou si vous connaissez des sites web de qualité traitant du thème abordé ici, merci de compléter l'article en donnant les références utiles à sa vérifiabilité et en les liant à la section « Notes et références ».
Louis-Antoine Pagès dit Garnier-Pagès, né le 10 juillet 1803 à Marseille et mort le 31 octobre 1878 à Paris en France, est un homme politique français : membre du gouvernement provisoire de 1848, maire de Paris en 1848, et membre du gouvernement de la Défense nationale en 1870-1871.

## Biographie
Frère utérin d'Étienne Garnier-Pagès, Louis-Antoine Pagès est le fils de Simon Pagès, ancien professeur de rhétorique au collège de Sorèze devenu maître de pension à Marseille. Unis par une étroite fraternité, les deux frères décident de porter le nom de Garnier-Pagès.
Louis-Antoine, courtier de commerce à Paris, souhaite refaire la fortune de sa famille. Avec son frère, ils participent activement à des colloques de sociétés secrètes sous la Restauration, prennent part aux combats de la Révolution de juillet 1830 et particulièrement Louis-Antoine qui organise la résistance des ouvriers de son quartier (Sainte-Avoye). À la mort de son frère en 1842 à la suite d'une maladie de poitrine, Louis-Antoine revend sa charge : il est élu à la Chambre des députés par le collège électoral de Verneuil (Eure) ou il siège avec les républicains. Faisant partie de la petite bourgeoisie républicaine, il représente alors les garanties républicaines incontestables.

### Révolution de 1830 et mise en place de la monarchie de Juillet
Louis-Antoine Garnier-Pagès soutient son frère aîné, Étienne Garnier-Pagès, grand orateur républicain sous la monarchie de Juillet avec une carrière brillante au palais de justice depuis 1827. Les deux frères marchent comme une sorte de tandem : selon Étienne, Louis-Antoine aurait dit : « Fais notre nom, moi je ferais notre fortune. » Lors des Trois Glorieuses du 27 au 29 juillet 1830, « la Commune centrale » républicaine a établi son quartier général dans la maison des frères Garnier-Pagès, rue sainte-Avoye, dans le 7e arrondissement. Louis et Étienne, alors officiers de la garde nationale, jouent un rôle important grâce à un dévouement et une efficacité remarquables : Louis organise les barricades, tandis qu'Étienne dirige les opérations de la municipalité. Grâce à leur soutien, la Commune accomplit un véritable tour de force, mettant à l'abri un grand nombre d'armes en vue de la bataille.
Au lendemain des Trois Glorieuses, le pouvoir est entre les mains de La Fayette, commandant en chef de la Garde nationale. Cette période est caractérisée par l'éviction de Charles X et la mise au pouvoir de Louis-Philippe.

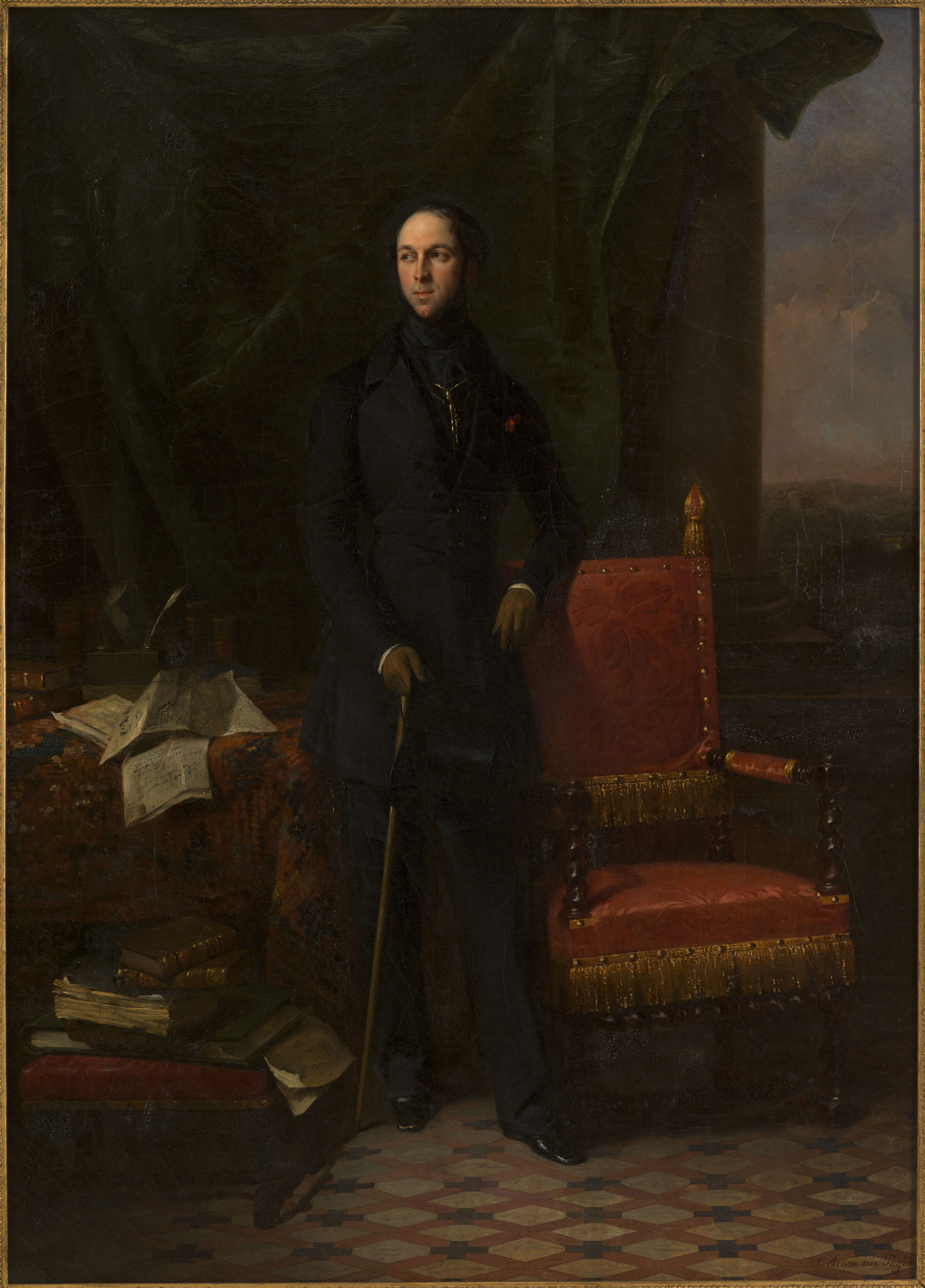
Aimée Brune-Pagès, Portrait de Louis-Antoine Garnier-Pagès, vers 1840 (Paris, musée Carnavalet).

À la mort de son frère en 1842, Louis-Antoine reprend son flambeau et il est élu à la Chambre des députés, le 9 juillet 1842, par le deuxième collège de l'Eure (Verneuil). Il prend place sur les bancs de la gauche et vote avec l'opposition. De 1846 à début 1848, Louis-Antoine travaille avec Laurent-Antoine Pagnerre, Michel Goudchaux et Armand Marrast pour la mise en place d'un état major républicain clandestin ; Louis-Antoine participe aussi à la campagne de presse antimonarchiste, avec la collaboration de tous les chefs républicains, la « résistance par la plume ».
Réélu député le 1er août 1846, il reprend sa place dans l'opposition, se prononce pour la réforme électorale, est un des promoteurs de la campagne des banquets en 1847 - 1848. Il se trouve notamment au banquet de Montpellier et, lorsque le ministère interdit celui du 12e arrondissement de Paris, Garnier-Pagès est l'un des députés qui persistent dans l'intention de s'y rendre.
Il participe à l'élaboration de la loi sur les sucres, en proposant le nivellement du droit sur le sucre indigène et sur le sucre colonial par l'abaissement des taxes, et soutient la proposition Goüin sur la conversion des rentes. Il voyage en Espagne et met à profit les observations qu'il recueille au cours du débat sur l'adresse de 1844. Un peu plus tard, il obtient le retrait de l'autorisation d'abord accordée par le ministère à la bourse de Paris de coter un nouvel emprunt à 3 % espagnol. Il prend une part active aux débats sur les chemins de fer et obtint une réduction notable de la durée des concessions consenties par l'État aux compagnies. Il vote contre l'indemnité Pritchard.
Au printemps 1847, Odilon Barrot, convaincu qu'il n'y avait plus rien à espérer de la Chambre, amène les opposants dynastiques à chercher des appuis au Parlement et surtout du côté des radicaux (Louis-Antoine Garnier-Pagès étant un radical modéré). Mais les radicaux se rebellent contre Odillon Barrot et l'utilisent pour la campagne de grands banquets, pour discréditer le régime de Louis-Philippe et la chute de la monarchie. Louis-Antoine dans son Histoire de la révolution de 1848 relate au jour le jour les réunions du printemps 1847.

Un extrait du premier banquet, le 10 juillet à Montmartre, raconté par Garnier-Pagés :

« Au jour indiqué, douze cents personnes vinrent s'asseoir à cette grande agape de la Révolution. Électeurs, députés, journalistes, toutes les nuances de l'opposition sauf les légitimistes s'y rencontraient, dégagées toutes du souvenir des dissidences antérieures [...]. Tous les députés réformistes avaient reçu l'invitation. Quatre-vingt-six l'avaient acceptée [...]. Le "tiers-parti", se croyant à la veille d'occuper les positions ministérielles, avait décidé qu'il repousserait une solidarité éventuellement gênante; mais il éluda avec un soin égal de faire une réponse qui l'engageât collectivement contre la réforme :  MM. Billault, Tocqueville, Lanjuinais [...]. M. Thiers fit connaître par ses amis qu'il approuvait entièrement la pétition et le banquet ; qu'il s'associait de grand cœur à l'impulsion vigoureuse que l'on voulait donner à l'opinion publique; que les réformistes pouvaient compter sur son concours dans la Chambre ; mais qu'ayant été président du Conseil, il ne croyait pas pouvoir assister à une réunion dans laquelle de vives attaques seraient dirigées contre la politique entière du règne. Une déclaration analogue vint du promoteur de la réforme parlementaire, M. de Rémusat. Un député de Paris voulut poser la charte et au roi ; le comité central ne lui répondit pas [...]. François Arago, qui devait répondre à un toast porté aux classes laborieuses, fut empêché par la maladie. »

 La campagne des banquets avait duré vingt-trois semaines, en parcourant la France, et la Révolution de 1848 se mit en place.

### La Révolution de 1848 et la proclamation de la Deuxième République

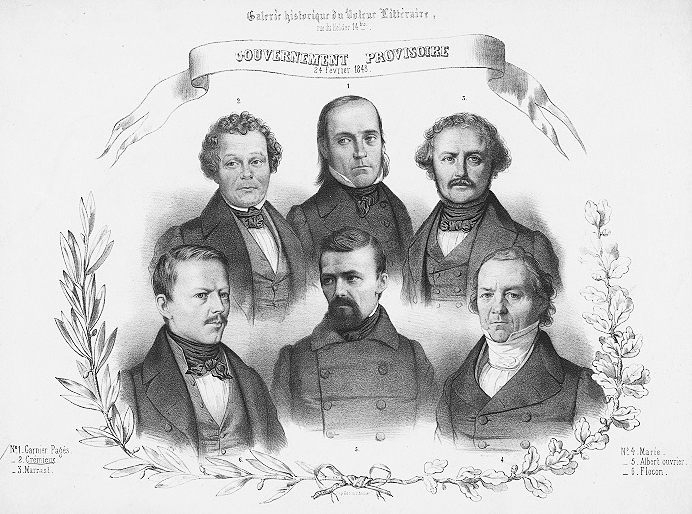
Garnier-Pagès (en haut, au centre), membre du Gouvernement provisoire de 1848.

Le 24 février 1848 au matin, Paris est insurgé. Louis-Philippe abdique en faveur de son petit-fils, le comte de Paris, sous la régence de sa mère la duchesse d'Orléans qui tente de le faire « investir » au palais Bourbon. Mais les députés ont déjà envahi la salle des séances, les insurgés crient « Pas de régence ! pas de ministère ! la République ! » et élisent les membres du gouvernement provisoire : Dupont de l'Eure, François Arago, Lamartine, Adolphe Crémieux, Marie, Ledru-Rollin et Garnier-Pagès. Leur première tâche est de se rendre à l'Hôtel de Ville pour maîtriser les républicains, et adopter une proclamation selon laquelle il « veut la République sauf ratification par le peuple qui sera immédiatement consulté ». En vingt-quatre heures, cette monarchie qui n'avait su conquérir de légitimité était renversée par une République.
Pour assurer le pouvoir exécutif de la Deuxième République, les députés désignent sept membres : Arago, Dupont de l'Eure, Garnier-Pagès, Marie, Lamartine, Crémieux et Ledru-Rollin. Garnier-Pagès aide à organiser la nouvelle Garde nationale, à gérer les problèmes d'assistance et à préparer les Ateliers nationaux, mais les représentants de l'ancien état-major républicain qui sont au pouvoir appellent à l'aide, débordés par les difficultés de la tâche à assumer. C'est ainsi que le 4 mars, Goudchaux propose à Garnier-Pagès de le remplacer au ministère des finances.
Ce ministère est le plus illustre rôle incombé à Garnier-Pagés, malgré un contexte difficile dû à l'annonce du renversement de Louis-Philippe qui avait engendré un vent de panique, incitant les Français à retirer leur argent des caisses d'épargne. Dès lors, l'argent ne circule plus, provoquant une pénurie monétaire qui fige l'économie française et l'endettement progressif de la France. Le bilan financier est désastreux ; Garnier-Pagès décide alors de restreindre les remboursements : on ne rembourse en numéraire que les dépôts inférieur à cent francs ainsi que l'obligation d'accepter les bons du trésor au-delà de cent francs. Il propose également un emprunt national patriotique. La mesure est populaire, et le peuple[Qui ?] donne ses économies mais l'offrande est insuffisante pour renflouer les caisses. Le 15 mars est donc créé le fameux impôt des 45 centimes, c'est-à-dire l'augmentation de 45 centimes par franc d'impôt à payer au titre de quatre contributions directes : contributions foncière, mobilière, patentes et portes et fenêtres. Le discrédit s'installe sur les nouvelles mesures qui sont contestées et vilipendées à cause du sentiment d'injustice ressenti dans les campagnes.
Le bilan économique et financier du gouvernement n'est guère satisfaisant : la banqueroute est évitée, le crédit est restauré mais il a reculé devant les mesures radicales comme l'impôt progressif, revendication fondamentale des républicains. Garnier-Pagès est rendu impopulaire par l'impôt des 45 centimes.
Au second semestre 1848, il occupe la chaire d'économie générale et statistique des finances et du commerce de l'éphémère École d'administration.

### Fin du régime républicain et Second empire

#### Effacement de la vie politique
L'élection présidentielle de 1848 se déroule du 10 au 11 décembre 1848. Cependant la situation politique s'est modifiée depuis les débats constitutionnels, la droite monarchiste reprenant de l'influence. Garnier-Pagès est indigné par l'élimination des républicains, remplacés au gouvernement par des royalistes.
Ne supportant pas l'« entracte républicaine », il écrit un réquisitoire accusant Cavaignac d'avoir trahi la Commission exécutive fonctionnant comme gouvernement provisoire en attendant la présidentielle.
Cavaignac riposte à l'Assemblée le 25 novembre et obtient 503 voix contre 34 : Garnier-Pagès s'efface de la vie politique et Cavaignac se présente à la présidence ; mais c'est Louis-Napoléon qui l'emporte avec environ les trois quarts des suffrages exprimés avec 5 434 226 voix contre Cavaignac 1 448 107.
Le 13 mai 1849, pour les législatives, presque tous les chefs de file ou personnages symboliques de la république sont évincés du gouvernement : Lamartine, Dupont de l'Eure, Marie, Marrast, Goudchaux et bien sûr Garnier-Pagès. Il reste cependant député, mais se cantonne à traiter des Finances. Il vote avec la fraction la plus conservatrice de la gauche, et s'oppose discrètement au président Louis-Napoléon Bonaparte. En mai 1849, il vote contre la mise en accusation du gouvernement.
Après le coup d'État du 2 décembre 1851 et l'institution du Second Empire, comme beaucoup d'autres républicains, Garnier-Pagès prend de la distance à l'égard de la vie politique officielle et s'occupe de finance et d'industrie . Il se présente toutefois dans la 2e circonscription de la Seine  lors des élections législatives de 1857 qui doivent renouveler, la première fois, le Corps législatif mis en place par Napoléon III. Il n'obtient cependant que 2 749 voix contre plus de 9 000 pour le candidat officiel, Varin, et 6 741 pour le jeune républicain Emile Ollivier. Par solidarité politique, il se désiste alors pour ce dernier, lequel est élu au second tour contre le candidat du pouvoir.

#### 1864: «Le procès des 13»

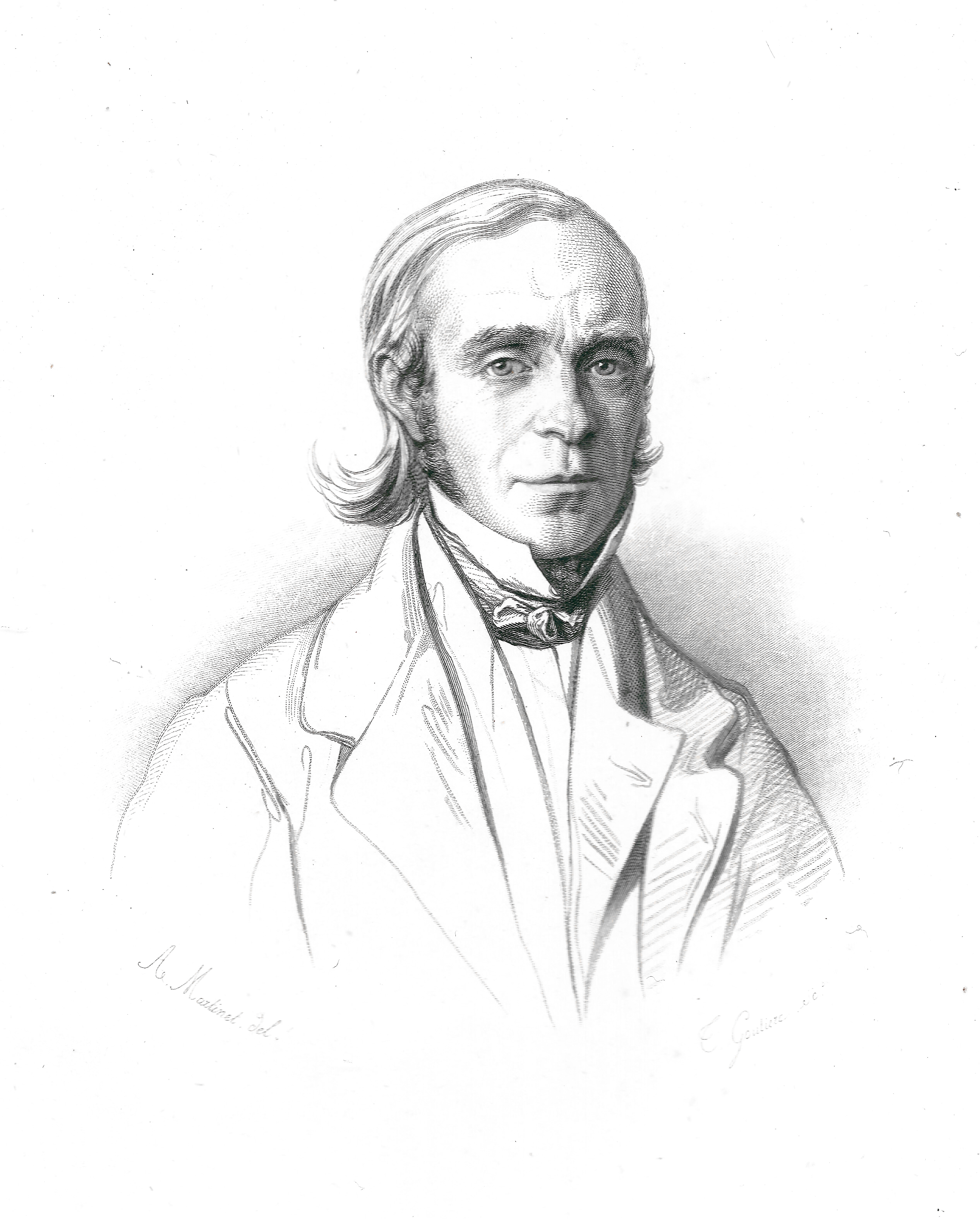
Portrait de Garnier-Pagès publié en 1861.

Le 13 mars 1864 — quelques jours avant l’ouverture de scrutin pour l’élection de deux députés aux première et cinquième circonscriptions de Paris lors duquel il est élu — la police intervient chez Garnier-Pagès pour interrompre une réunion qui s’y tenait. Trente-quatre noms sont relevés, ce qui justifie l’inculpation pour « réunion d’association non autorisée de plus de vingt personnes ».
Outre Garnier-Pagès et son gendre Dréo, on trouve dans cette liste Carnot, Édouard Charton, Jules Ferry, Gambetta, Herold, Charles Floquet… Finalement, le Tribunal Correctionnel de la Seine, décide le 21 juillet de ne citer à comparaître que treize personnes : « pour lesquelles, il y avait prévention suffisante d’avoir, en 1863 et 1864, fait partie d’une association dont le siège était à Paris, ladite association composée de plus de vingt personnes et non autorisée ».
Les noms de tous les membres de la commission de Paris sont cités à l’audience, dont celui des « non-poursuivis » qui sont pourtant, pour certains, membres fondateurs. Avant le procès, les « non-inculpés » solidaires de leurs amis républicains publient une lettre ouverte dans plusieurs journaux, dont Le Siècle du 12 juillet 1864 :

« Paris le 9 juillet 1864. Chers collègues et amis, membres comme vous du comité électoral de 1863, […] nous demandons à vos juges de nous faire rejoindre les prévenus sur le banc des inculpés. »

Cette lettre signée de Édouard Charton, Marie, Jules Simon et Henri Martin n’entraine nulle conséquence pour eux, le gouvernement étant déjà fort embarrassé par ce procès et son retentissement politique.
Les prévenus sont  Garnier-Pagès et Carnot sont députés (membres du Corps législatif), Corbon est sculpteur. Tous les autres sont avoués ou avocats. Garnier-Pagès et Carnot ont plus de soixante ans, Jules Ferry, le futur ministre et la plupart des autres sont trentenaires. Le benjamin est Paul Jozon, âgé de vingt-huit ans. Presque tous les accusés sont républicains, dont Jules Favre, Jules Grévy, Marie, Emmanuel Arago… Trois monarchistes, ou plus précisément un légitimiste et deux anciens orléanistes ralliés à la République, ainsi que Berryer qui était élu à Marseille avec les voix républicaines, Jules Dufaure et Michel Hébert (qui anciens ministres sous la monarchie) sont également sur le banc des accusés.
C'est une énorme erreur tactique que commettent les gouvernants que de ressouder l'opposition. La présence des trois défenseurs monarchistes démontre, à l’occasion de ce nouveau procès politique, la toute nouvelle solidarité des opposants à l’Empire.
Jules Favre s'empresse de le faire remarquer. Il est seul à plaider, les autres avocats ayant renoncé à le faire. Porte-parole de ses confrères, Berryer expliqua cette attitude en ces termes : 

« Élevés dans le respect de la Magistrature, nous renonçons à prolonger la défense, convaincus qu’après de telles paroles, de telles démonstrations et de telles vérités historiques, il n’y a pas un juge en France qui puisse prononcer une condamnation contre les hommes assis sur ces bancs. »

Cette plaidoirie fut pour Jules Favre un véritable triomphe (peut-être le plus grand de sa carrière) mais aussi un grand sacrifice pour Berryer, remarquable orateur.

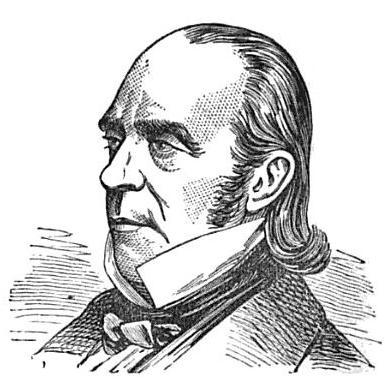
Louis-Antoine Garnier-Pagès dans l'ouvrage d'Eugène de Mirecourt Les Contemporains : Garnier-Pagès - Le Père Enfantin - Cabet, publié en 1869.

Acquitté, Garnier-Pagès, cet « antimonarchiste absolu », opposant de toujours à Louis-Napoléon Bonaparte, attend 1869 pour revenir à la politique militante. Le 4 septembre 1870, l'Assemblée proclame la déchéance de Napoléon III et l'établissement de la République et forme un gouvernement provisoire : Garnier-Pagès devient membre du Gouvernement de la Défense nationale en 1871 ; il se retire, après avoir échoué aux élections de 1873, et meurt en 1878.

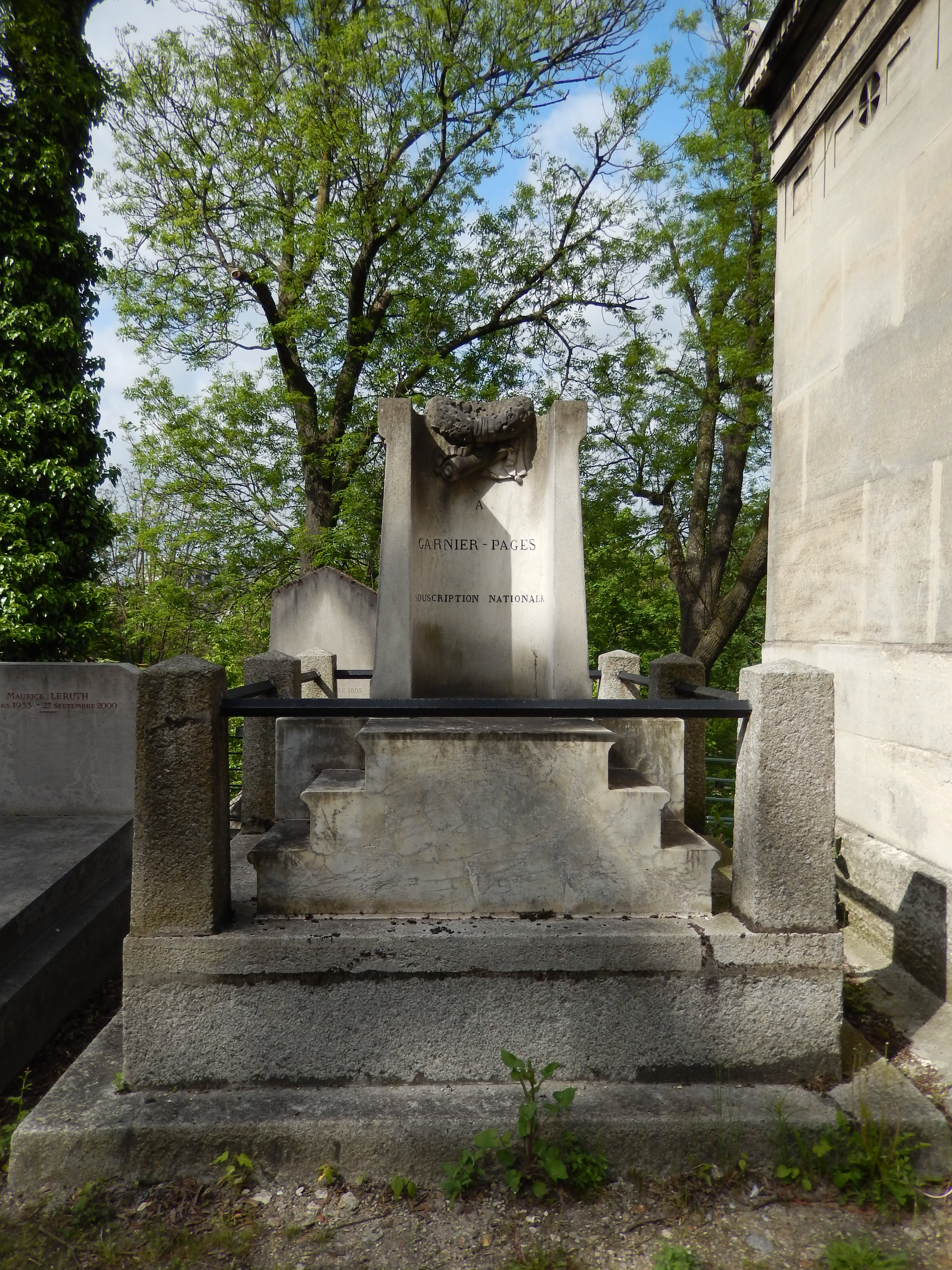
Tombe de Louis-Antoine Garnier-Pagès (cimetière du père Lachaise, division 19).

Il demeura au numéro 5 de la rue de Savoie, à Paris.
Il est inhumé au cimetière du Père-Lachaise 19e division

## Œuvres
- Garnier-Pagès, Histoire de la révolution de 1848, parue en 1860-1872.